# Knoxville Challenger
Il Knoxville Challenger è un torneo professionistico di tennis giocato sul cemento indoor, che fa parte dell'ATP Challenger Tour. Si gioca annualmente a Knoxville negli Stati Uniti dal 2000, con un'interruzione di quattro anni dal 2003 al 2006. L'evento fa parte anche dell'USTA Pro Circuit, il circuito professionistico della U.S. Tennis Association, la federazione tennistica statunitense.

## Albo d'oro

### Singolare
| Anno       | Campione                | Finalista             | Punteggio        |
| ---------- | ----------------------- | --------------------- | ---------------- |
| 2024       | Christopher Eubanks (2) | Learner Tien          | 7–5, 7–6(9)      |
| 2023       | Alex Michelsen          | Denis Kudla           | 7–5, 4–6, 6–2    |
| 2022       | Ben Shelton             | Christopher Eubanks   | 6–3, 1–6, 7–6(4) |
| 2021       | Christopher Eubanks (1) | Daniel Altmaier       | 6–3, 6–4         |
| 2020       | Non disputato           | Non disputato         | Non disputato    |
| 2019       | Michael Mmoh (2)        | Christopher O'Connell | 6–4, 6–4         |
| 2018       | Reilly Opelka           | Bjorn Fratangelo      | 7–5, 4–6, 7–6(2) |
| 2017       | Filip Peliwo            | Denis Kudla           | 6–4, 6–2         |
| 2016       | Michael Mmoh (1)        | Peter Polansky        | 7–5, 2–6, 6–1    |
| 2015       | Daniel Evans            | Frances Tiafoe        | 5–7, 6–1, 6–3    |
| 2014       | Adrian Mannarino        | Samuel Groth          | 3–6, 7–6(6), 6–4 |
| 2013       | Tim Smyczek             | Peter Polansky        | 6–4, 6–2         |
| 2012       | Michael Russell         | Bobby Reynolds        | 6–3, 6–2         |
| 2011       | Jesse Levine            | Brian Baker           | 6–2, 6–3         |
| 2010       | Kei Nishikori           | Robert Kendrick       | 6–1, 6–4         |
| 2009       | Taylor Dent             | Ilija Bozoljac        | 6–3, 7–6         |
| 2008       | Bobby Reynolds          | Luka Gregorc          | 6–4, 6–2         |
| 2007       | Robert Kendrick         | Kevin Kim             | 3–6, 6–2, 6–4    |
| 2006- 2003 | Non disputato           | Non disputato         | Non disputato    |
| 2002       | Martin Verkerk          | Mardy Fish            | 6–3, 6–4         |
| 2001       | James Blake             | Gabriel Trifu         | 6–4, 6–4         |
| 2000       | Cristiano Caratti       | Andy Roddick          | 3–6, 7–6(1), 6–4 |

### Doppio
| Anno       | Campioni                                   | Finalisti                                   | Punteggio              |
| ---------- | ------------------------------------------ | ------------------------------------------- | ---------------------- |
| 2024       | Patrick Harper Johannus Monday             | Micah Braswell Eliot Spizzirri              | 6–2, 6–2               |
| 2023       | Cannon Kingsley Luis David Martínez        | Mac Kiger Mitchell Krueger                  | 7–6(3), 6–3            |
| 2022       | Hunter Reese (2) Tennys Sandgren           | Martin Damm Mitchell Krueger                | 6(4)–7, 7–6(3), [10–5] |
| 2021       | Malek Jaziri Blaž Rola                     | Miguel Ángel Reyes Varela Hans Hach Verdugo | 3–6, 6–3, [10–5]       |
| 2020       | Non disputato                              | Non disputato                               | Non disputato          |
| 2019       | Hans Hach Verdugo Adrián Menéndez Maceiras | Bradley Klahn Sem Verbeek                   | 7–6(6), 4–6, [10–5]    |
| 2018       | Toshihide Matsui Frederik Nielsen (2)      | Hunter Reese Tennys Sandgren                | 7–6(6), 7–5            |
| 2017       | Leander Paes Purav Raja                    | James Cerretani John-Patrick Smith          | 7–6(4), 7–6(4)         |
| 2016       | Peter Polansky Adil Shamasdin              | Ruben Bemelmans Joris De Loore              | 6–1, 6–3               |
| 2015       | Johan Brunström Frederik Nielsen (1)       | Sekou Bangoura Matt Seeberger               | 6–1, 6–2               |
| 2014       | Miķelis Lībietis Hunter Reese (1)          | Gastão Elias Sean Thornley                  | 6–3, 6–4               |
| 2013       | Samuel Groth John-Patrick Smith            | Carsten Ball Peter Polansky                 | 6(3)–7, 6–2, [10–7]    |
| 2012       | Alex Kuznetsov Miša Zverev                 | Jean Andersen Izak van der Merwe            | 6–4, 6–2               |
| 2011       | Steve Johnson Austin Krajicek              | Adam Hubble Frederik Nielsen                | 3–6, 6–4, [13–11]      |
| 2010       | Rik De Voest Izak van der Merwe            | Alex Bogomolov Jr. Alex Kuznetsov           | 6–1, 6–4               |
| 2009       | Martin Emmrich Andreas Siljeström          | Raven Klaasen Izak van der Merwe            | 7–5, 6–4               |
| 2008       | Kevin Anderson G.D. Jones                  | Andy Ram Bobby Reynolds                     | 3–6, 6–0, [10–7]       |
| 2007       | Harel Levy Sam Warburg                     | Jamie Baker Brendan Evans                   | 3–6, 6–2, [10–6]       |
| 2006- 2003 | Non disputato                              | Non disputato                               | Non disputato          |
| 2002       | Dmitrij Tursunov Martin Verkerk            | Hugo Armando Sergio Roitman                 | 6–3, 6–4               |
| 2001       | Mardy Fish Jeff Morrison                   | Brandon Coupe Kelly Gullett                 | 6–3, 6–0               |
| 2000       | Karsten Braasch Michael Kohlmann           | Jeff Coetzee Marcos Ondruska                | 6–0, 7–6(4)            |